# Roubená komora

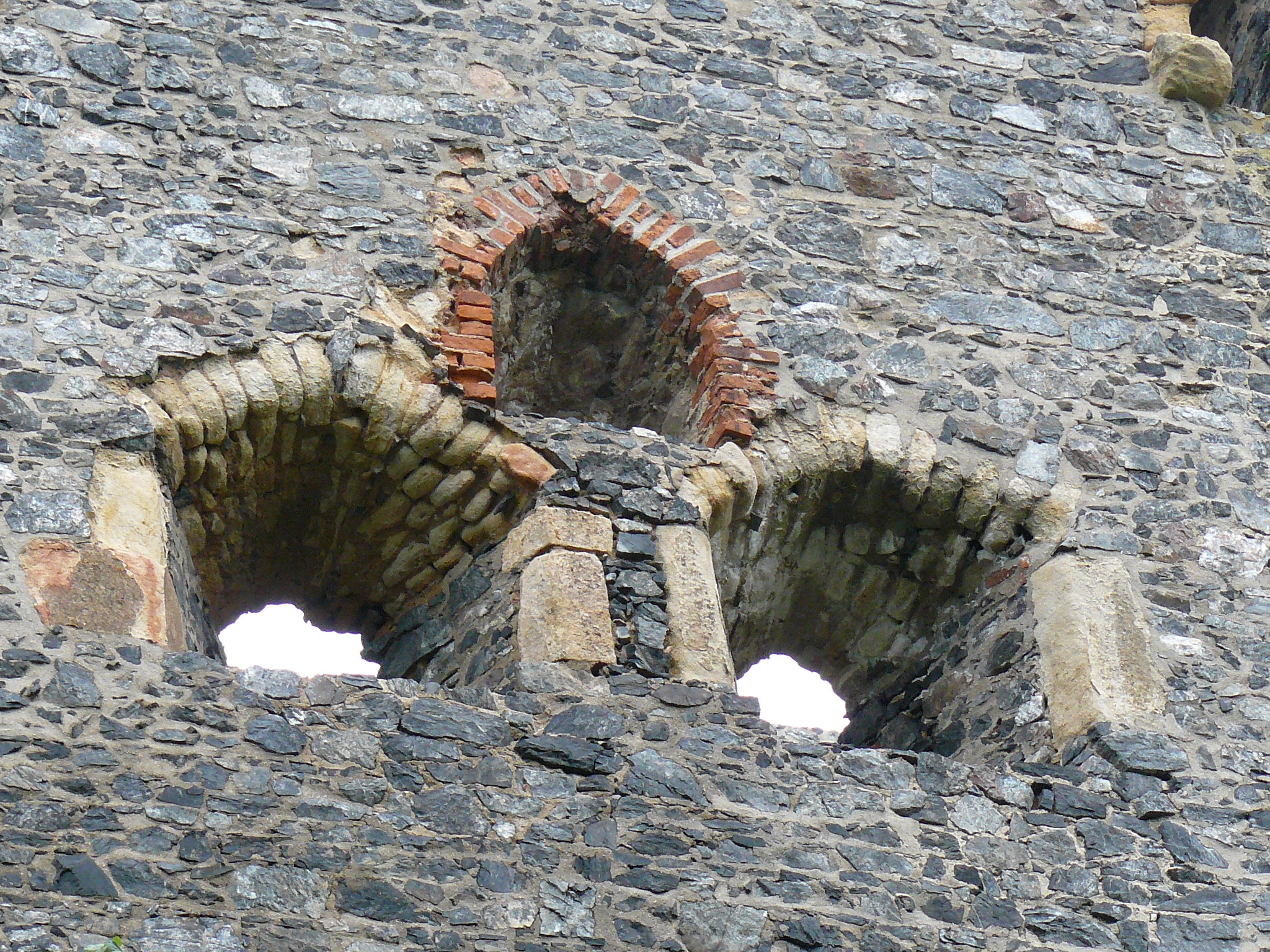
Okna roubené komory ve vnější fasádě paláce na Radyni

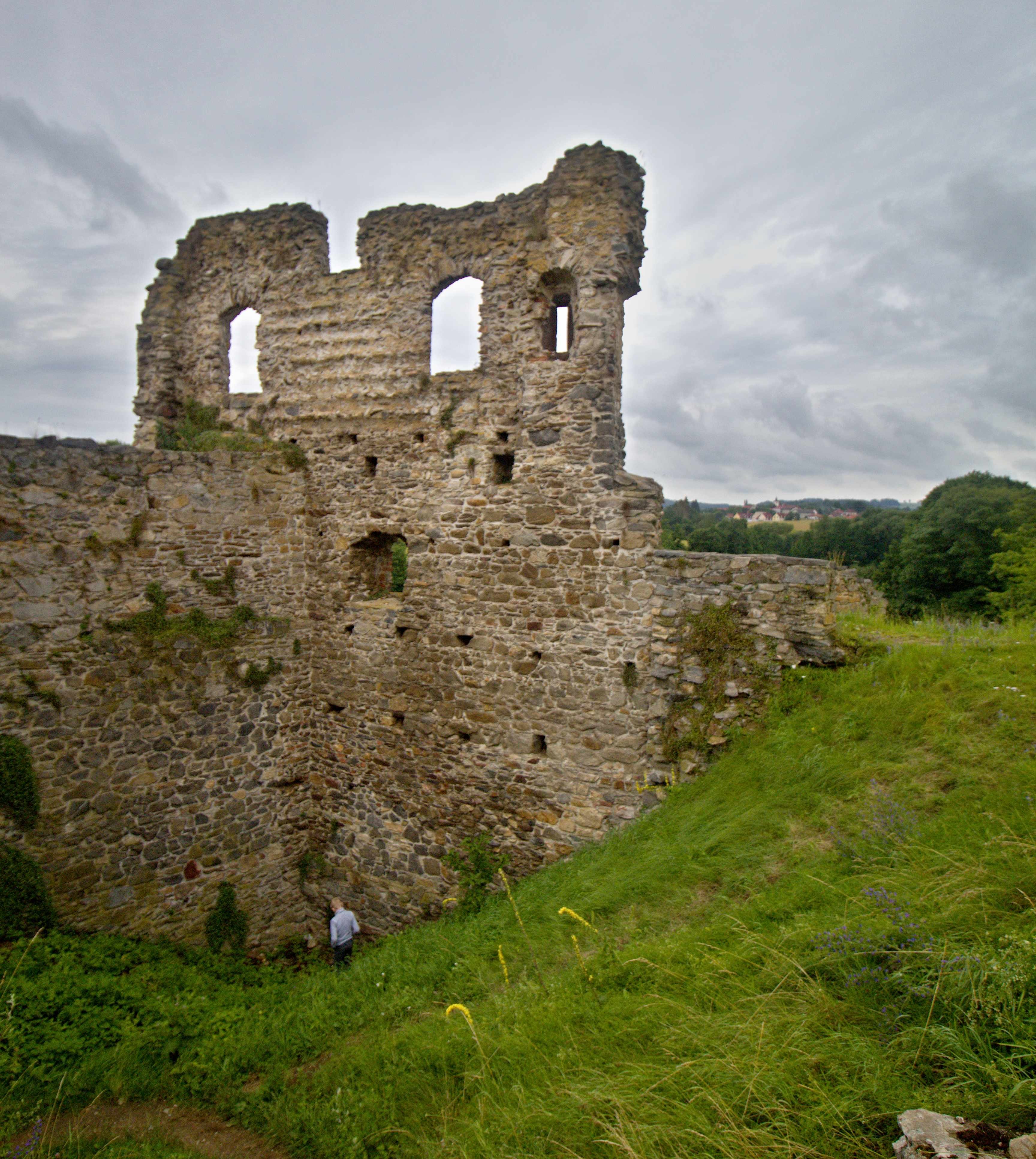
Otisky trámů roubené konstrukce v paláci na Borotíně

Roubená komora byla srubová konstrukce vkládaná do zdí středověkých budov jako tepelná izolace. Používala se v městském i hradním prostředí a předpokládá se, že sloužila k bydlení žen. V dochovaných stavbách bývá patrná jako výklenek s typicky umístěnými drobnými okny nebo jako otisky trámů v přiléhajícím zdivu.

## Historie
Nejstarší použití roubených komor je doloženo ve dvanáctém století v oblasti Korutan a Štýrska, kdy bývaly součástí obytných věží, odkud pronikly do měst. Typické bylo jejich rozšíření v nejstarší čtvrti v Řezně. Roubenou podobu konstrukce a její využití v městském prostředí dokládá ilustrace ve Velislavově bibli. Historik Josef Macek upozorňoval na nevhodnost termínu komora a navrhoval označovat vnitřní roubené prostory, v závislosti na způsobu vytápění, jako jizby nebo světnice.
V prostředí českých hradů bývaly roubené komory součástí obytné jednotky v palácích Přemysla Otakara II., která se skládala z ústředního klenutého sálu, po jehož jedné straně se nacházela vytápěná klenutá komnata a roubená komora na druhé straně. Předpokládá se, že roubením zateplená místnost sloužila k ubytování žen.

## Stavební podoba
Vložená roubená konstrukce mohla mít plochý strop, ale obvykle bývala zaklenutá jednou nebo více valenými klenbami. Dřevo bývalo překryté mazanicí a omítnuté. Ačkoliv se výdřeva nikde nedochovala, její využití je často patrné z charakteristického klenutého výklenku zdi s okny seřazenými do dvou nebo tří řad nad sebou. Použití klenby bylo výhodnější, protože klenuté místnosti se lépe vytápěly a déle udržovaly teplo. Existence většího počtu malých oken umožňovala regulovat intenzitu osvětlení ve vztahu k úniku tepla.
V českém prostředí se stopy po roubené komoře dochovaly na řadě hradů, např. na Bězdězu, Borotíně, Dražicích, Kašperku, Radyni a dalších. Největší roubená místnost v Česku se nacházela v Purkrabském paláci na Točníku. Měřila 13 × 9 metrů a sloužila nejspíše k pořádání společenských událostí.